# 羞耻
- 關於一部于2011年上映的电影，請見「羞耻 (电影)」。
- 關於一款于2012年发售的游戏，請見「羞辱 (游戏)」。
- 關於一部于2015年挪威的電視劇，請見「羞耻 (电视剧)」。

羞恥（英文：Shame），是一種因隱私遭侵害，或經歷名譽受損、不成功、言行舉止或思想不符合重要他人之認知或社會規範等事件，而察覺到自己無法符合社會預期或規範，所產生的尷尬或暴露情緒。驕傲經常被視作羞耻的相反。
當意識到羞耻時，人體經常伴隨著由自律神經系統引起的臉紅及心悸，有時更伴隨著如眼神不定等肢體語言。其感情強度可從轉瞬即逝至深度焦慮。 
羞耻經常發生於在社會環境中察覺到自身暴露或發生名譽或尊重上的損失。羞耻也可以是因察覺其社群同夥所造成失誤或不適當行為所引發。